# حسن آباد دهغاوي (مقاطعة فهرج)
حسن‌آباد دهغاوي (بالفارسية: حسن‌آباد دهگاوی) هي قرية تقع في ناحية نغين كوير في إيران. يقدر عدد سكانها بـ 24 نسمة .